# Jaulgonne
Jaulgonne es una comuna francesa situada en el departamento de Aisne, de la región de Alta Francia.

## Geografía
Está ubicada a orillas del río Marne, a 10 km al noreste de Château-Thierry.

## Demografía
| 621 | 560 | 553 | 559 | 587 | 618 | 666 | 634 |
| Para los censos de 1962 a 1999 la población legal corresponde a la población sin duplicidades (Fuente: INSEE [Consultar]) |     |     |     |     |     |     |     |